# Xiruca
La xiruca (nom comercial Chiruca) fou un calçat creat a Tortellà, cap als anys cinquanta, pels germans Fontfreda; era una bota de camp amb sola de goma per fora i de cànem per dins, i empenya flonja; es distingia per la vulcanització de la sola de les espardenyes. La van fabricar i comercialitzar amb el nom de "Chiruca", que vol dir 'Mercè' en gallec. Era un homenatge dels germans Fontfreda a sa mare, que es deia Mercè, i en un moment de coincidència amb l'estrena a Catalunya d'una obra de teatre de gran èxit que es titulava també Chiruca. La grafia Chiruca és la forma original del mot en tant que marca comercial; en la pràctica, en català col·loquial s'ha adaptat com a substantiu (com en el cas de vamba), en la forma xiruca, amb derivats com xiruquer, equivalent de kumbaià.
Molt usada pels excursionistes (sovint implicant-hi catalanisme i antifranquisme), la Chiruca es connotà durant els anys seixanta com a calçat comú als moviments socials i les manifestacions. Per altra banda, hi ha constància documental que Franco feia servir aquest calçat quan anava de cacera.
Cap als anys setanta, l'arribada del calçat esportiu (la vamba) matà temporalment la xiruca, que va arribar a desaparèixer de la circulació fins a l'any 1987, quan Calzados FAL, de La Rioja, la tornà a fabricar, després d'adquirir la llicència d'ús de la marca "Chiruca" dels Fontfreda i de comprar-la finalment l'any 2002, i crear nous dissenys amb nous materials que fan que la xiruca actual no tingui pràcticament res a veure amb la vella xiruca.